# Abkhasiens parlament
Abkhasiens Folkeforsamling er parlamentet for Abkhasien. Folkeforsamlingen har 35 medlemmer. Den nuværende formand for parlamentet, Valeri Bganba, blev valgt i april 2012. Internationalt er parlamentet kun anerkendt af få stater.
Folkeforsamlingen er et etkammersystem, hvis 35  medlemmer vælges for fem år ad gangen. Valgene er baseret på flertalsafgørelser. For at opnå et parlamentarisk mandat, skal en kandidat opnå mindst 50 % af de afgivne stemmer i sin valgkreds. Bliver der ikke fundet en kandidat i valgkredsen med det nødvendige flertal, så kommer det til en anden afstemning, mellem de to kandidater der fik flest stemmer.